# Колодисте (Уманський район)
Колоди́сте — село в Україні, в Уманському районі Черкаської області.
Неподалік від села розташована найпівденніша географічна точка Черкаської області.

## Населення
За даними 1900 року у селі проживала 1861 особа, за даними перепису 2001 року — 2054 осіб.

### Мовний склад
Рідна мова населення за даними перепису 2001 року:
| Мова       | Кількість | Відсоток |
| ---------- | --------- | -------- |
| українська | 2021      | 98.39%   |
| російська  | 28        | 1.36%    |
| вірменська | 3         | 0.15%    |
| білоруська | 2         | 0.10%    |
| Усього     | 2054      | 100%     |

## Історія села
На кінець 18 століття село Колодисте було у володінні пана Колосовського. А на 1900 рік село належало пану Іванському. Іванський володів 650 га землі та 300 га лісу. На той дореволюційний час село мало близько 530 селянських дворів, припадало 800 га землі. Основним заняттям населення було землеробство. У селі була православна церква з церковноприходською школою. Три водяні млини належали поміщикам, діяли три кузні та казенна винна лавка. В 1914 році відкрилася лікарня.
На південній околиці села розташований один із найбільших козацьких цвинтарів України. Його стан залишає бажати кращого. Дати на кам'яних хрестах здебільшого з ХІХ ст.
У 1912 році у селі був побудований цукровий завод. Через те, що поміщик проживав у селі Рижавка, завод мав назву «Рижавський цукровий завод». У роки революції на заводі працювало 260 робітників. Революційна хвиля докотилася і до Колодистого. В кінці травня 1917 року застрайкували робітники заводу, вимагаючи оплати 70 копійок за день. Керуючий заводом відмовив страйкарям, сподіваючись найняти робітників в інших селах. Та заводчани не допускали до заводу прибулих, їх вимоги були задоволені. Влітку знову відбувся страйк, і робітникам підвищили плату до 1 карбованця за день. У село вступив козачий каральний загін. Чотирьох активних страйкарів заарештували, на їх захист піднялися решта робітників, коли козаки відкрили стрілянину, на допомогу заводчанам прийшло 300 жителів села Антонівка. Козаки відпустили заарештованих робітників, але страйковий рух тривав до кінця року.
У 1927 році ТСОЗ реорганізували у колгосп «Боротьба». В 1929 році розпочалася масова колективізація. Біля приміщення поштового відділення було поле Батюшки та велика клуня. Все майно перевозили в цю клуню, і це стало основою нового колгоспу, головою якого став Кравець Григорій Матвійович. У 1930 році колгосп купив перший трактор «Фордзон». Важкими були роки встановлення перших колгоспів. Ще відчувалися відголоски громадянської війни, голод, розруха. Набирає сили рух «пятисотениць».
Під час Голодомору 1932—1933 років за даними свідчень очевидців голодомору в селі загинуло понад 100 осіб. Особливо голод став відчутним у 1933 році, коли закінчились хоч якісь запаси. На кладовищі була викопана дуже велика яма. В цю яму звозили померлих людей тачками, тому що коней не було. Особливо вмирали діти.
В кінці липня 1941 року Колодисте було окуповане німецькими загарбниками. 512 жителів села брали участь у німецько-радянській війні, із них 161 житель села загинув на фронтах у боях з ворогом, місця їх захоронень, військові частини, діючі армії - невідомі. Тільки їх імена викарбувані на стелі біля обеліска в центрі села. 21 житель села до 16 років були забрані на фізичні роботи в Німеччину, Австрію.
У 1942-1943 роках на території цукрового заводу був розташований табір військовополонених, де налічувалось 500 осіб. З них 78 полонених були розстріляні та замордовані німцями на території заводу. Тільки 49 військовополонених зуміла односелиця Береза Олександра витягти в воронці-могилі. Серед них вона знайшла документи старшого лейтенанта Кривопищенко Петра Лаврентійовича та солдата Голубйова Андрія Федоровича.
Найкращого соціально-економічного, культурного зростання село набуло у 1970-90-х роках. Була побудована артезіанська свердловина і водонапірна башта. Працював гранітний кар'єр Уманського «Міжколгоспбуду».

## Освіта
- Колодистенський ліцей
- Заклад дошкільної освіти "Берізка"

## Відомі люди
В селі народились:
Козлюк Галина Степанівна - заслужений учитель України (1994 р), учителька-методистка (1987 р), «Відмінник народної освіти» (1977 р,1991 р), делегатка п'ятого з’їзду учителів УРСР, переможниця районного та обласного етапів конкурсу «Учитель року-91».

## Фотогалерея

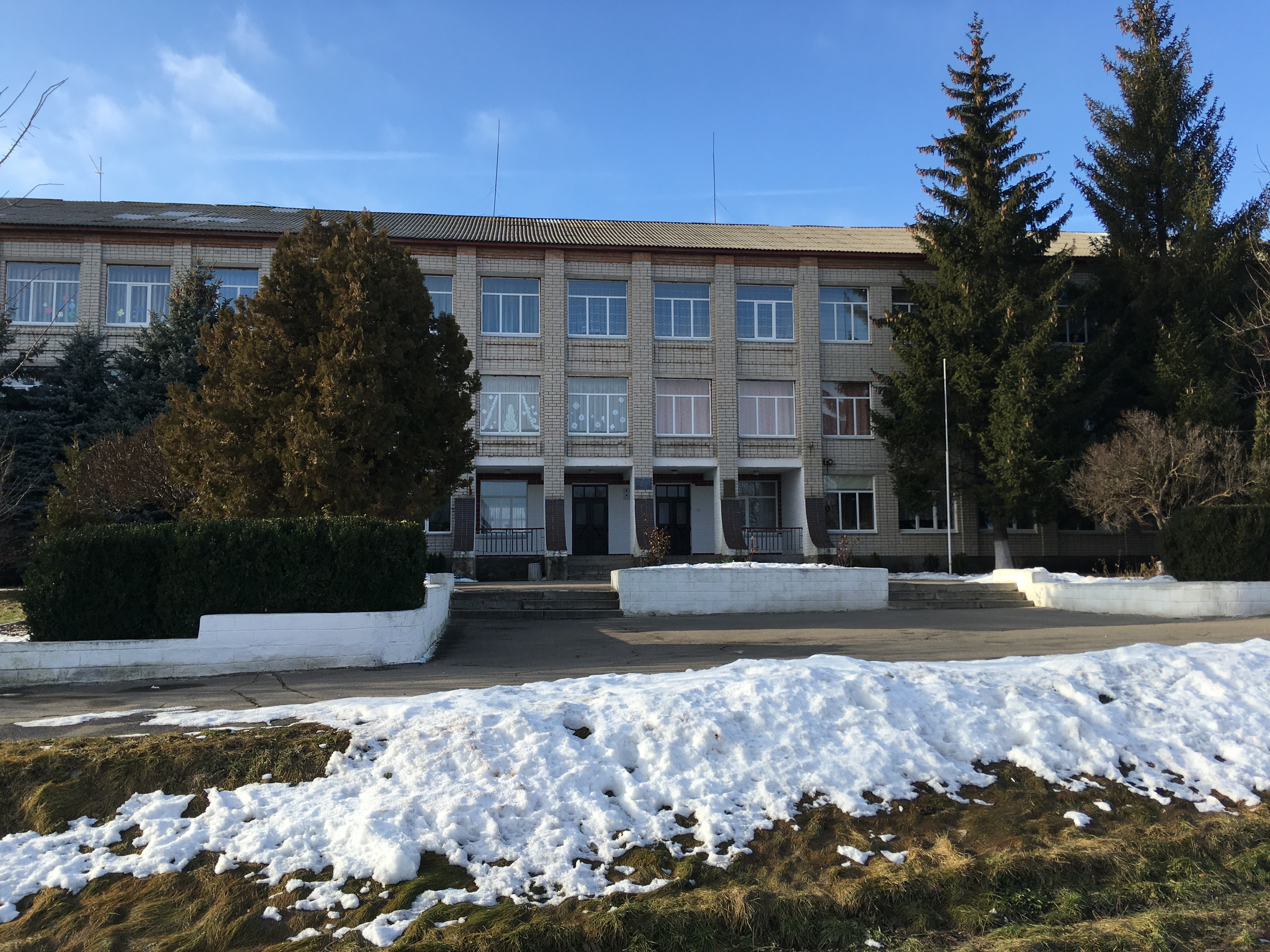
Колодистенський ліцей

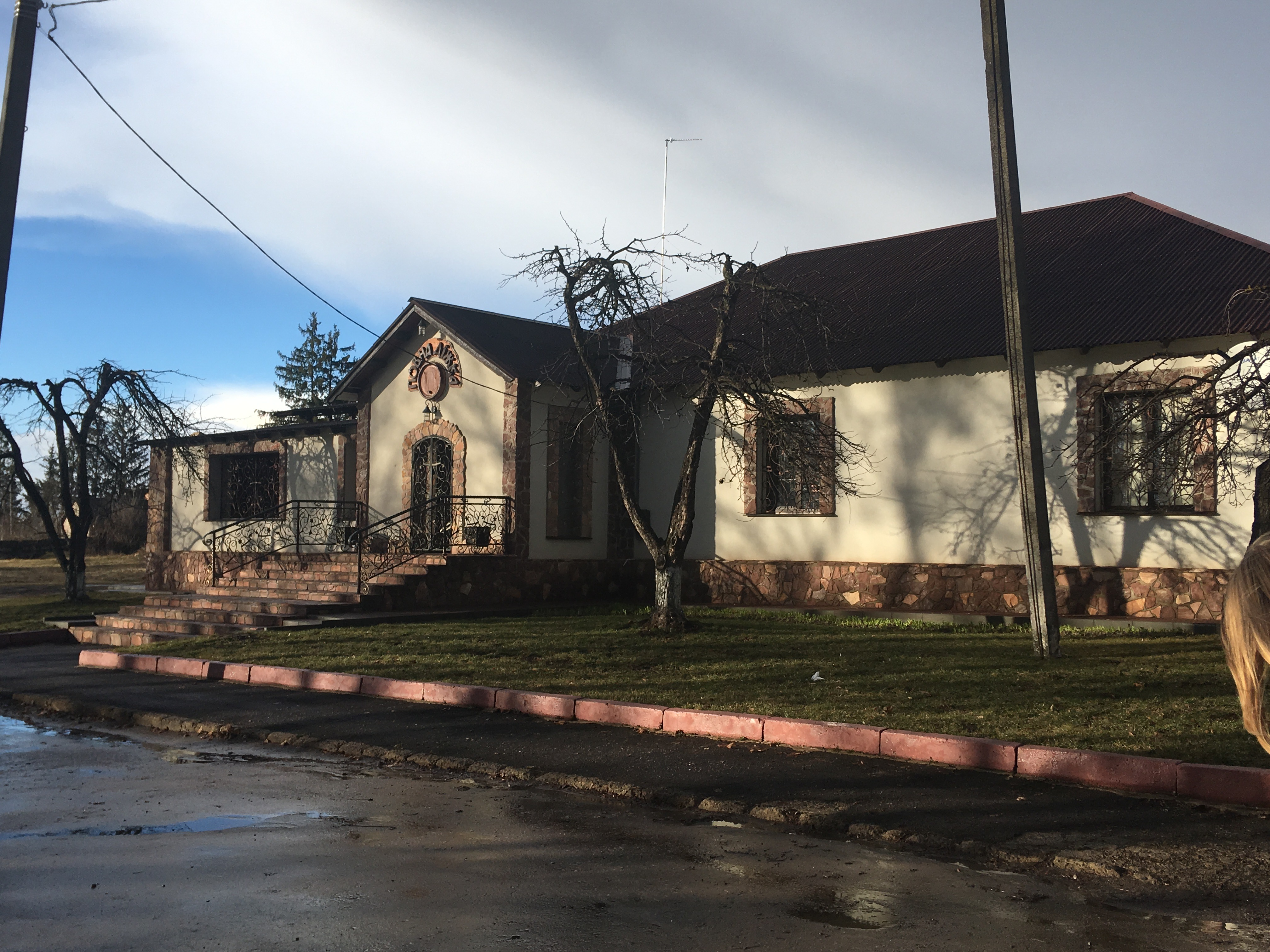
Повна діжка

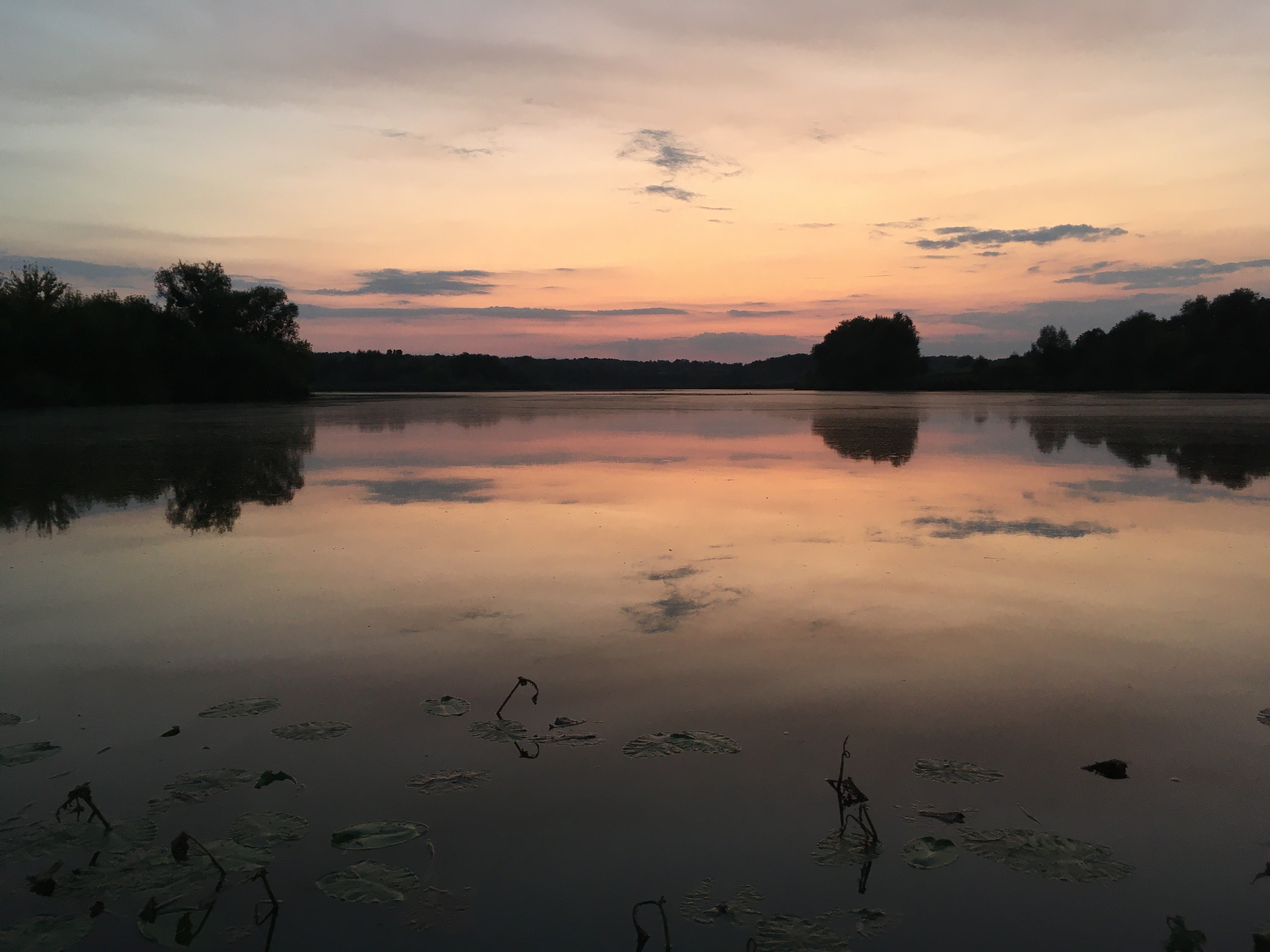
р. Синиця на території Колодистого